# Goniodoris barroisi
Goniodoris barroisi is een slakkensoort uit de familie van de plooislakken. De wetenschappelijke naam van de soort is voor het eerst geldig gepubliceerd in 1901 door Vayssière.